# 伊藤小左衛門 (5代目)
5代目伊藤小左衛門（ごだいめいとう こざえもん、1819年1月13日（文政元年12月8日） - 1879年（明治12年）5月21日）は、三重県四日市市の企業家。幕末期から明治初期にかけて四日市地域に近代産業を浸透させて、工業都市四日市市の基礎を作り、貿易を重視して産業の近代化を推進した。幼名は伊藤小四郎、伊藤小平治、諱は伊藤尚長である。六代目伊藤小左衛門は息子で伊藤家の後継者であった。

## 年譜
- 伊勢国三重郡室山村（現・三重県四日市市四郷地区）で代々伊藤家が住んでいた。伊藤小左衛門の祖父の3世伊藤小左衛門が副業として創業した味噌の醸造業を伊藤家が経営していた[2]。
- 伊藤小左衛門は室山村（現在の三重県四日市市室山町）で代々農業を経営する豪農で伊藤家の長男だった。幕末の開国で生糸と茶の輸出が盛んになり、1861年（文久元年）に茶の輸出事業と桑苗を植え付け、養蚕業を行い巨大な利益を得る。さらに、翌年には手繰り製糸工場を建設して製糸産業の経営に乗り出した。明治初期に伊藤製糸を起業した。富岡製糸場をモデルに生産していた。1874年（明治7年）に器械製糸所を開業した。長男の伊藤小十郎・長女の伊藤りき・伊藤小十郎の妻であるつうと共に富岡製糸所を訪問して、りきとつうを伝習生として、貿易用の生糸生産に向けて日夜試行錯誤した。

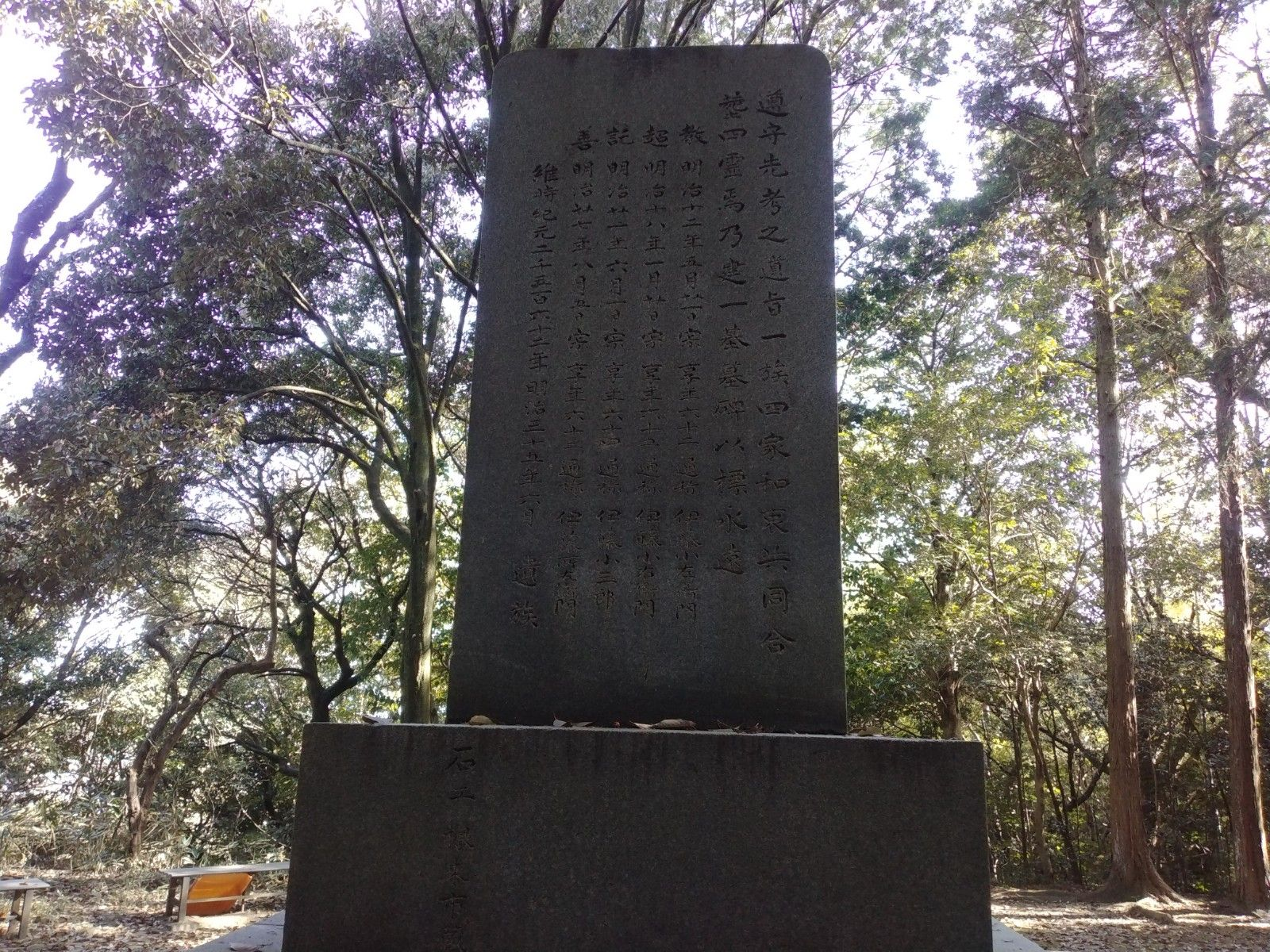
四日市市八王子町にある伊藤小左衛門(五代目)の墓

- 四日市市八王子町にある伊藤小左衛門(五代目)の墓1878年（明治11年）開催のフランスのパリ万博に伊藤小左衛門が製品を出品して、製糸場の器械の優秀者、技術の模倣と改良努力、水質の改善などにより銅鐸を得た。1901年（明治34年）に金賞を受賞した[3]。この伊藤製糸は昭和恐慌と昭和金融恐慌の影響で経営難となり会社を解散し、数年後に亀山製糸と合併した。5代目伊藤小左衛門の親戚に十代目伊藤伝七がいて三重紡績を設立した。三重紡績は大阪紡績と対等合併して、東洋紡績株式会社となった。伊藤家は紡績業界の名門の家柄である。

## 実業家
- 幼少時から読書・習字を学んだ。5世伊藤小左衛門尚長（幼名は伊藤小四郎、後に伊藤小平治を名乗った）[4]は、14歳から中野村（現在の四日市市保々地区の中野町）で一色正芳流の珠算を習い、1834年（天保5年）から伊藤家の家業に就いた[5]。この後の20年間に祖母・長男・父・妻と死別する家庭の不幸があったが、醸造業は繁栄して「室山の味噌」・「ヤマコ味噌」の名は広く世間に知れ渡った。1851年（嘉永4年）からは苗字帯刀御免となり、伊藤家の家名を上げたが、1855年（安政2年）の安政の大地震により蔵や家屋は壊滅状態となった。弟3人と協力して短期間で復興して、忍藩の大矢知陣屋の役職や御蔵米払問屋に就任した。以降は代官格上席となり、しばしば東海道を上って見聞を広めた[6]。事業も軌道に乗り、酒造業や茶の作付けなどにも事業を拡大した。従来禁止されていた荷車に使用を許可を得たり、寄進して法蔵寺本堂の建築を完成させたり、郷民からは伊藤小左衛門の善行が評判となった。5世伊藤小左衛門は多角経営をしていた実業家で、味噌を生産する事業や醤油業の他、清酒事業・製茶業・製薬業・製糸業を経営した。
- 「日本国を裕福にするには外国との商売・貿易を推進すべきである。海外の西洋製品に対応するためには機械化が必要である」と考えた。洋式紡績機の政府払下げが民間人である伊藤家に決定したのも、紡績技術習得の熱意と国益を重視する考え方が受け入れられたからである。
- 四日市銀行（その後の三重銀行、現在の三十三銀行）も創立した。東海電線（後の住友電装）の初代社長となった。
- 1928年（昭和3年）に発生した昭和経済恐慌の影響で、味噌業・醤油業・清酒業を除き、その他の業種は廃業した。清酒業は現在、別会社の神楽酒造となり、味噌醤油業はヤマコ醤油となった。
- 祖父が創業した味噌の醸造高事業は、伊藤小左衛門の代には大豆2500石まで増加した。父や伊藤傳七と共に江戸時代の代官所に出仕して、代官格の大庄屋となった。1862年（文久2年）に製糸事業を開始した。1874年（明治7年）に機械製糸事業を開始した。1876年（明治9年）に三重県最初の蒸気缶を導入した。伊藤小左衛門は、郷土四日市の近代産業の祖と評価されている。 自分の店で開業した私塾の笹川学校がもとなった公立小学校（現在の四日市市立四郷小学校）を開設した。四郷小学校に銅像と顕彰碑がある。

## 伊藤小左衛門之碑
- 1888年（明治21年）2月に四日市市諏訪地区（諏訪栄町）の諏訪神社付近に伊藤小左衛門之碑が建立された。この顕彰碑は1976年（昭和51年）に四日市市立四郷小学校創立100周年記念を機に、伊藤小左衛門ゆかりの四郷小学校に移設された。碑表には撰者の重野安繹文学博士によって、建碑に至るまでの経緯と伊藤小左衛門の生い立ちと業績が漢文で説かれている[7]。